# CBS Sports
CBS Sports es la división deportiva de la cadena de televisión Columbia Broadcasting System. Su sede está en el edificio CBS en W 52nd Street en Midtown Manhattan, Nueva York, con programas producidos en los estudios 43 y 44 del CBS Broadcast Center en W 57th Street. 
Anteriormente "un servicio de CBS News", emite una colección diversa de programación, incluyendo emisiones de la National Football League (NFL), Básquetbol universitario masculino (NCAA), Fútbol Americano universitario (FBS), golf (The Masters y PGA Tour), fútbol (incluyendo la UEFA Champions League, Europa League, Conference League y Serie A) y artes marciales mixtas (UFC, a partir de de 2026).

## CBS Sports Network
CBS Sports Network es un canal de televisión por cable digital y satélite estadounidense orientado a los deportes operado por Paramount Global a través de CBS Sports. Lanzada como National College Sports Network en 2002, luego renombrada como College Sports Television en 2003, la entonces empresa matriz de CBS, Viacom, adquirió la red en 2005 y luego la rebautizó como CBS College Sports Network en 2008. La cadena siempre se había centrado en los deportes universitarios. pero en 2011, CBS cambió el nombre de la cadena a CBS Sports Network como una medida para reposicionar la red para incluir deportes convencionales, incluida la cobertura de ligas deportivas profesionales menores como la Arena Football League y la Major League Lacrosse, aunque los deportes universitarios todavía se transmiten con frecuencia por la cadena.

## CBS Sports Radio
CBS Sports Radio es una cadena de radio deportiva que se lanzó el 4 de septiembre de 2012 y ofrece actualizaciones de noticias deportivas cada hora. Comenzó a ofrecer una programación completa de charlas deportivas las 24 horas el 2 de enero de 2013.CBS Sports Radio, aunque originalmente era propiedad de CBS Radio, ahora es propiedad directa de Paramount Global y está operada por Audacy, con Westwood One encargandose de la distribución y el marketing de la red. Las estaciones de radio deportivas propiedad de Entercom y Cumulus Media transmiten parte de la programación completa, mientras que ocho estaciones propiedad de Entercom transmiten programación de la red durante todo el día. Además de transmitir en estaciones terrestres, CBS Sports Radio también emite su programación en Internet.

## CBS Sports HQ
El 26 de febrero de 2018, CBS Sports lanzó CBS Sports HQ, un canal de noticias deportivas en tiempo real las 24 horas inspirado en el canal de noticias en tiempo real en streaming de CBS News.

## CBS Sports Digital
La rama en línea de CBS Sports es CBSSports.com. CBS compró SportsLine.com en 2004 y hoy CBSSports.com es parte de Paramount Streaming. El 26 de febrero de 2018, siguiendo el éxito de su red de noticias en línea CBSN, CBS Sports lanzó CBS Sports HQ, una red de noticias deportivas lineales, solo en línea, que funciona las 24 horas, los 7 días de la semana. La cadena se centra exclusivamente en noticias, resultados, momentos destacados y análisis deportivos.(La programación de golf y deportes universitarios de CBS Sports que distribuye por aire generalmente está disponible de forma gratuita a través de transmisiones separadas, al igual que un número limitado de transmisiones nacionales de la NFL; el resto requiere una suscripción a Paramount+ (anteriormente CBS All Access) para verse en línea, con la programación de CBS Sports Network requieriendo una suscripción a TV Everywhere).

## Marca
El 31 de agosto de 2013, CBS Sports lanzó su paquete de animación y gráficos anterior que se utilizó por primera vez en la cobertura de la cadena del Super Bowl XLVII. Además, de conformidad con el código de descripción de formato activo #10, CBS Sports cambió a una presentación tipo buzón con relación de aspecto 16:9 utilizada para toda la programación deportiva, incluidas las transmisiones de la SEC on CBS y la NFL on CBS.
El 30 de noviembre de 2015, CBS Sports presentó un nuevo logotipo rectangular, que se estrenó al aire durante su cobertura del Super Bowl 50, y tenía como objetivo brindar coherencia entre las plataformas de la división. Reemplazó un logotipo existente que databa de 1981. En octubre de 2020, CBS anunció que todas sus divisiones principales adoptarían un esquema de marca unificado construido en torno a los componentes del logotipo del ojo de CBS, una nueva marca sonora y TT Norms Pro como tipo de letra corporativo. La implementación de la marca por parte de CBS Sports se lanzó durante el período previo al Super Bowl LV, que introdujo un nuevo paquete de gráficos al aire que se ajusta al lenguaje de diseño corporativo.